# Adocracia
Adhocracia é um termo criado por Warren Bennis, segundo Gareth Morgan, utilizado na Teoria das Organizações.
Segundo Alvin Toffler, a adhocracia ou "adocracia" é um sistema temporário variável e adaptativo, organizado em torno de problemas a serem resolvidos por grupo de pessoas com habilidade e profissões diversas e complementares. Constitui-se em uma opção à tradicional Departamentalização.
O termo teve origem nas “forças-tarefas” (task-forces) militares para enfrentar situações de forma rápida.
Toffler estabeleceu que no futuro a sociedade será extremamente dinâmica e mutável e que as organizações que quiserem sobreviver terão que ser inovadoras, temporárias, orgânicas e antiburocráticas.
Outras referências definem o termo como a organização baseada em projetos, uma alternativa para a antiga Organização Departamental (baseada na divisão racional do trabalho) e para a intermediária Organização Matricial (que juntaria elementos da Departamentalização com a Gerência de Projetos).
A característica central da adhocracia são os grupos e equipes cooperativos que resolvem problemas e desempenham o trabalho. As posições e as tarefas não são permanentes e as formas organizacionais são livres.
De acordo com Chiavenato, a adhocracia como uma trajetória gradativa de desadministração das organizações, com o intuito de liberá-las de burocracias, com estruturas flexíveis, orgânicas e mutáveis, que se moldam de acordo com as necessidades e desenvolvimento das condições ambientais externas.
Nesta mesma linha de raciocínio, Rebouças define o conceito enquanto uma estrutura flexível e antiburocrática, na qual se formam equipes multidisciplinares para solução rápida de problemas complexos e não programados previamente, seguindo a ideia de uma war room militar.